# Cottance
Cottance ist eine französische Gemeinde im Département Loire in der Region Auvergne-Rhône-Alpes (vor 2016 Rhône-Alpes). Sie gehört zum Kanton Feurs und zum Arrondissement Montbrison. Sie grenzt im Norden an Sainte-Agathe-en-Donzy, im Nordosten an Montchal, im Osten an Panissières, im Süden an Salvizinet, im Südwesten an Civens und im Westen an Rozier-en-Donzy.

## Weblinks

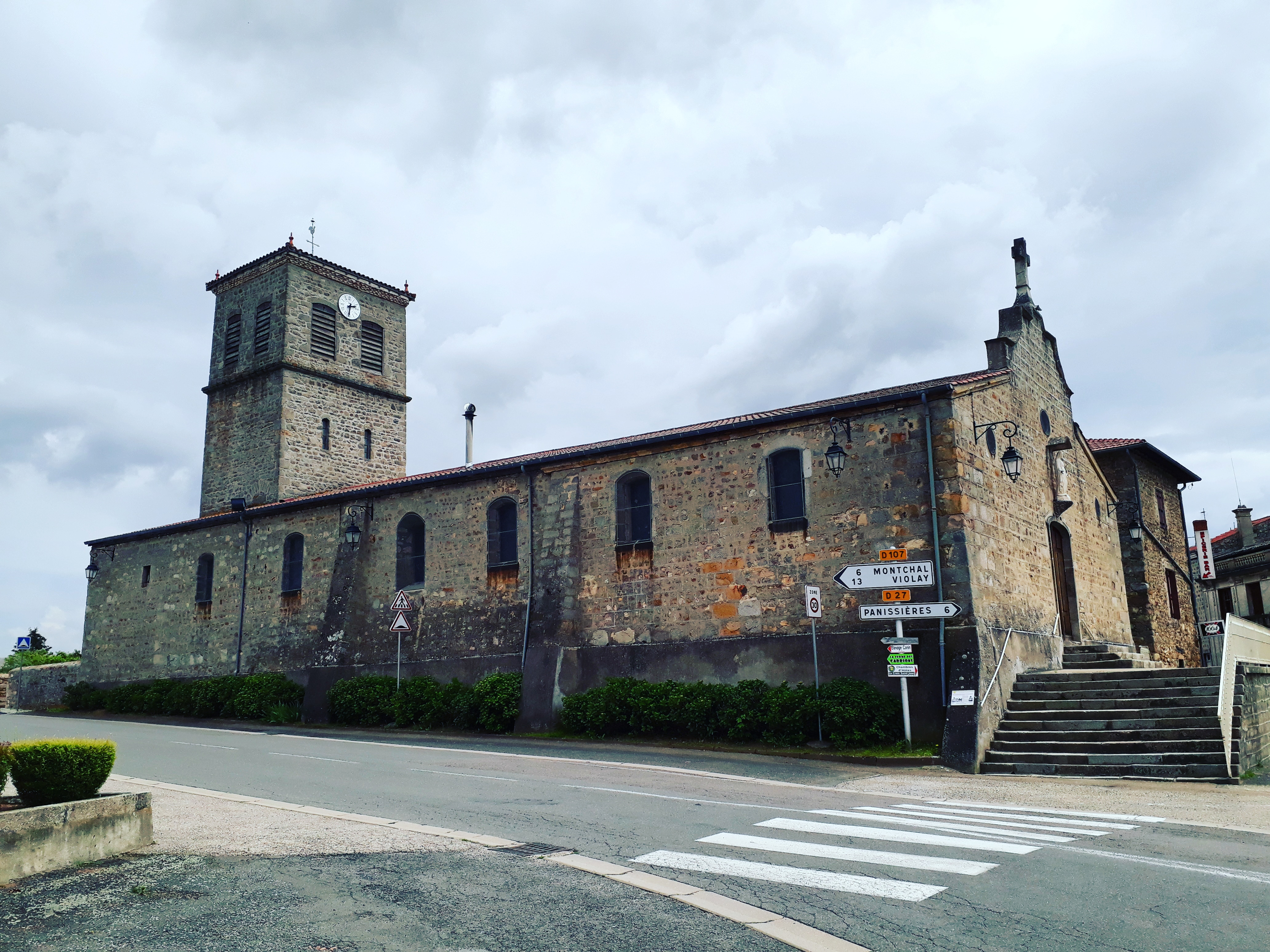
Kirche Saint-Roch in Cottance

## Bevölkerungsentwicklung
| Jahr                       | 1962 | 1968 | 1975 | 1982 | 1990 | 1999 | 2008 | 2017 |
| -------------------------- | ---- | ---- | ---- | ---- | ---- | ---- | ---- | ---- |
| Einwohner                  | 716  | 668  | 533  | 499  | 487  | 551  | 638  | 719  |
| Quellen: Cassini und INSEE |      |      |      |      |      |      |      |      |